# Spybot - Search & Destroy
『Spybot - Search & Destroy』（スパイボット サーチアンドデストロイ）は、イギリスのSafer Networking Limitedが開発した、Microsoft Windows 95から11までに対応するアンチスパイソフトウェア。Spybot S&DやSpybotと略されることが多いが、「Spybot」は本ソフトウェアが排除しようとする対象のプログラムのことであるため、この略し方は間違いである。

## 概要
名前のとおり、Spybot類（つまりスパイウェアなど）を掃討、除去することを主目的としたソフトウェアである。「サーチ・アンド・デストロイ」の語はベトナム戦争で米国側がベトコンに対して行った索敵、掃討の方法（戦術名）に由来する。
ウェブサイトでは「無料ソフト」として紹介されることが多いが、正確には、個人かつ非商用用途の場合のみドネーションウェア（カンパウェア）として使用できる。同系統のソフトでは、Ad-Awareと並び高い普及率を誇る。
商用用途、企業、団体、組織用途では有料となり、日本ではキヤノンITソリューションズが販売しているものを使う必要がある。個人で購入することも可能。購入者はキヤノンからのサポートを受けることができる。
有料版と無料版（ドネーション版）には性能・機能的な差はないが、キヤノンの有料版は言語設定が日本語のみであるのに対し、無料版（ドネーション版）は日本語を含む48の言語に対応している。ドイツ語版や英語版以外の言語ファイルは、個人がボランティアで翻訳したものである。
定義ファイルに含まれる有効サンプル数は310万を超える。以前はスキャンスピードが遅いとの批判の声もあったが、バージョン1.6にてスキャンシステムが改善され、スキャンするスピードが若干速くなった。
下記の免疫機能によって、『Internet Explorer8』の起動が遅くなることが公式HP上で報告されているが、Microsoftから対応する修正パッチがリリースされている。

## 主な機能
検索・修正 / 削除
パソコン内部の全データを検索し、スパイウェアなどの有無を調べる。不要になったHTTP cookieを削除することもできる。右クリックによるファイル単位・フォルダ単位のスキャンも可能となっている。
リカバリー
検出後に削除したファイルが重要なファイルだった場合に備え、削除前に自動でバックアップを行っている。これにより削除したファイルが復元できる。
免疫
ウェブブラウザからスパイウェアなどが強制ダウンロードされるのを防ぐ。SpywareBlasterと似た機能。
アップデート
定義ファイルを最新に更新する。ただし自動更新の機能はない。
2種類の常駐保護
IEと統合されてスパイウェアの強制ダウンロードを阻止（免疫機能よりも認識精度が高い）するSDHelper、レジストリなどのシステム設定と稼動プロセスを監視して不正な変更やスパイウェアの起動を警告・遮断できるTeaTimerがある。ほかにもレジストリの整合性検査、システムスタートアップの一覧と有効化・無効化切り替え、アンインストール情報の表示など、種々の機能を備える。